# Креа (Венеција)
Креа (итал. Crea) је насеље у Италији у округу Венеција, региону Венето.
Према процени из 2011. у насељу је живело 45 становника. Насеље се налази на надморској висини од 1 м.